# Lambert Hamel
Lambert Hamel (* 7. Juni 1940 in Ludwigshafen am Rhein) ist ein deutscher Schauspieler und Synchronsprecher.

## Ausbildung und erste Engagements
Nach dem Abitur studierte Hamel zunächst von 1960 bis 1962 Germanistik, Philosophie und Theaterwissenschaft an den Universitäten Heidelberg und Köln. Im Anschluss absolvierte er eine Schauspielausbildung an der Westfälischen Schauspielschule Bochum. Noch während seiner Ausbildung holte ihn Intendant Oscar Fritz Schuh an das Deutsche Schauspielhaus Hamburg, wo er 1963 in Der eingebildete Kranke von Molière debütierte.

## Theater und Film
Hamel war im Laufe seiner Karriere als Schauspieler an zahlreichen deutschen Bühnen engagiert. So arbeitete er 1964 am Schauspielhaus Bochum, wechselte dann für die folgenden vier Jahre an die Bühnen der Stadt Köln und war ab 1968 für das Bayerische Staatsschauspiel tätig. Von 1973 bis 2001 war er festes Ensemblemitglied der Münchner Kammerspiele, ehe er zur Spielzeit 2001/02 ans Bayerische Staatsschauspiel zurückkehrte. Darüber hinaus nahm Hamel Gastengagements bei den Salzburger Festspielen und am Wiener Burgtheater wahr.
Hamel war zudem als Darsteller an zahlreichen Film- und Fernsehproduktionen beteiligt (siehe Filmographie). Des Weiteren betätigt sich Hamel als Leser von Hörbüchern und als Synchronsprecher, unter anderem für Philippe Noiret, Charlton Heston, Frank Langella, Lionel Stander und Raúl Juliá.

## Filmografie (Auswahl)
- 1970–1972: Der Kommissar (vier Folgen)
- 1972: Bös, bös, Jo-Jo!
- 1975: Derrick – Mitternachtsbus
- 1977–1978: Kleine Geschichten mit großen Tieren
- 1978: Zwischengleis
- 1978–1979: Der Durchdreher
- 1979: Derrick – Das dritte Opfer
- 1980: Auf Achse
- 1980: Liebe bleibt nicht ohne Schmerzen
- 1981: Oh du fröhliche – Besinnliche Weihnachtsgeschichten
- 1982: Drei gegen Hollywood
- 1982: Derrick – Das Alibi
- 1983: Wagner – Das Leben und Werk Richard Wagners
- 1983: Martin Luther
- 1982–1983: Das Traumschiff, u. a. Das Traumschiff: Marrakesch
- 1984: Die Krimistunde (Fernsehserie, Folge 12, Episode: „Lebendig begraben“)
- 1985: Schöne Ferien – Urlaubsgeschichten aus Sri Lanka und von den Malediven
- 1985: Marie Ward – Zwischen Galgen und Glorie
- 1985: Vergeßt Mozart
- 1986: Rette mich, wer kann
- 1986–1987: Der Angriff
- 1987: Der Unsichtbare
- 1988: Liebling Kreuzberg
- 1988: Derrick – Die Stimme
- 1989: Bumerang-Bumerang
- 1991: Niemandsland
- 1991: Happy Birthday, Türke!
- 1993–1994: Einfach nur Liebe
- 1994: Derrick – Das Plädoyer
- 1994–1995: Gabriellas Rache
- 1995: Der Alte
- 1995: Tatort – Der König kehrt zurück
- 1997: Mein ist die Rache
- 1998: Derrick – Folge 279: Herr Kordes braucht eine Million: Herr Kordes
- 1998–2002: Vater wider Willen
- 1999: Wer liebt, dem wachsen Flügel
- 1999: Der Bulle von Tölz: Ein Orden für den Mörder
- 2000: Deutschlandspiel – als Helmut Kohl
- 2001: Stubbe – Von Fall zu Fall
- 2001: Dr. Stefan Frank – Der Arzt, dem die Frauen vertrauen – Körperverletzung
- 2002: Edel & Starck
- 2003: Der Fußfesselmörder
- 2003–2004: München 7
- 2004: Donna Leon – Sanft entschlafen
- 2004: Die schöne Braut in Schwarz, Regie: Carlo Rola
- 2005: Kanzleramt
- 2006: Glück auf vier Rädern
- 2007: Der Bulle von Tölz: Schonzeit
- 2007: Der Alte – Folge 321: Der Lockvogel
- 2007: Mein Führer – Die wirklich wahrste Wahrheit über Adolf Hitler
- 2007: Die Versöhnung
- 2008: Wilsberg: Interne Affären
- 2008: Dora Heldt: Urlaub mit Papa
- 2008: Um Himmels Willen – Weihnachten in Kaltenthal
- 2008: Willkommen im Westerwald
- 2009: Pfarrer Braun – Im Namen von Rose
- 2011: Tatort – Herrenabend
- 2011: Dora Heldt: Tante Inge haut ab
- 2011: Eine halbe Ewigkeit
- 2011: Die göttliche Sophie – Das Findelkind
- 2012: Dora Heldt: Kein Wort zu Papa
- 2013: Dora Heldt: Ausgeliebt
- 2013: Pfarrer Braun: Brauns Heimkehr
- 2013–2015: Der Bergdoktor (8 Folgen)
- 2014: Dora Heldt: Herzlichen Glückwunsch, Sie haben gewonnen!
- 2015: Der Alte (Fernsehserie) – Folge 390: Innere Werte: Franz Groninger
- 2015: Herzensbrecher – Vater von vier Söhnen – Der Wohltäter
- 2015: Das Kloster bleibt im Dorf
- 2018–2020: Tonio & Julia (Fernsehreihe, als Generalvikar Zumbrodt)
  - 2018: Kneifen gilt nicht
  - 2018: Zwei sind noch kein Paar
  - 2019: Schuldgefühle
  - 2019: Wenn einer geht
  - 2019: Ein neues Leben
  - 2019: Schulden und Sühne
  - 2020: Nesthocker
  - 2020: Der perfekte Mann
- 2019: Und tot bist Du! – Ein Schwarzwaldkrimi (TV-Zweiteiler)
- 2022: Gestern waren wir noch Kinder

## Synchronrollen (Auswahl)
Philippe Noiret
- 1975: als Philippe d’Orléans in Wenn das Fest beginnt …
- 1981: als Lucien Cordier in Der Saustall
- 1981: als Jerome in Leben im Schloß
- 1987: als Christian Legagneur in Masken
- 1988: als Gabriele Battistini in Die Liebhaberin
- 1989: als Kardinal Mazarin in Die Rückkehr der Musketiere
- 1990: als Gianni Mucci in Palermo vergessen
- 1991: als Romain in Ich küsse nicht
- 1994: als D’Artagnan in D’Artagnans Tochter
- 1997: als Philippe d’Orleans in Duell der Degen

### Filme
- 1983: Folco Lulli als Agostino Bonfiglio in Kein Frieden unter den Olivenbäumen
- 1983: Jean Benguigui als Aristote Poulakis in Der Buschpilot
- 1985: Charles Durning als Charley in Tod eines Handlungsreisenden
- 1992: Gregory Sierra als Barbosa in Jenseits der weißen Linie
- 1993: Charles Laughton als Butler Bellamy in Auf ewig und drei Tage
- 1993: Frank Langella als Stabschef Bob Alexander in Dave
- 1995: Jim Broadbent als Herzog von Buckingham in Richard III.
- 1996: Derek Jacobi als Claudius in Hamlet
- 1999: Hugh Keays-Byrne als McNiff in Reise zum Mittelpunkt der Erde
- 2001: Jim Broadbent als Harold Zidler in Moulin Rouge
- 2002: Rip Torn als Zed in Men in Black II
- 2003: Jan Decleir als Simon Breslauer in Supertex – Eine Stunde im Paradies
- 2004: Michael Gambon als Oseary Drakoulias in Die Tiefseetaucher
- 2006: Michael Gambon als Dr. Fredericks in Der gute Hirte
- 2008: Bernard-Pierre Donnadieu als Galapiat in Paris, Paris – Monsieur Pigoil auf dem Weg zum Glück
- 2008: Richard Griffiths als Barry Nottingham in Bedtime Stories

### Serien
- 1978: John Evitts als Meno in Ich, Claudius – Kaiser und Gott
- 1981: als Dennis, der Dachs in Doctor Snuggles
- 1988: Nehemiah Persoff als Deputy Premier Karpovich in Ein Engel auf Erden
- 1994: Desmond Barrit als Samuel Naughton in Agatha Christie’s Poirot
- 1996–1999: Richard Kind als Dr. Mark Devanow in Verrückt nach dir